# Scary Fragile
 (novembre 2016).
Si vous disposez d'ouvrages ou d'articles de référence ou si vous connaissez des sites web de qualité traitant du thème abordé ici, merci de compléter l'article en donnant les références utiles à sa vérifiabilité et en les liant à la section « Notes et références ».
Albums de Butterfly Boucher
Flutterby
(2003)
Scary Fragile est le deuxième album de Butterfly Boucher, sorti en 2009.

## Pistes
1. "I Found Out" - 3:07
2. "For the Love of Love" - 3:21
3. "Just One Tear" - 3:30
4. "Gun For A Tongue" - 3:08
5. "Scary Fragile" - 3:04
6. "Bright Red" - 3:32
7. "Keeper" - 3:06
8. "They Say You Grow" - 3:48
9. "Keeping Warm" - 3:00
10. "To Feel Love" - 4:13
11. "A Bitter Song" - 2:30